# Pasteurização
Pasteurização é o processo utilizado em alimentos para destruir microrganismos patogênicos ali existentes. Foi criado em 1862, tendo esse nome em homenagem ao químico francês que o criou, Louis Pasteur.
Este processo consiste, basicamente, no aquecimento do alimento a uma determinada temperatura, por determinado tempo, e depois o alimento é resfriado a uma temperatura inferior à de antes, de forma a eliminar os micro-organismos ali presentes. Posteriormente, tais alimentos são selados hermeticamente por questões de segurança, evitando assim uma nova contaminação. O avanço científico de Pasteur melhorou a qualidade de vida dos humanos permitindo que produtos, como por exemplo o leite, pudessem ser transportados sem sofrerem decomposição.

## História da pasteurização
Louis Pasteur (1822-1895), descobriu em 1864 que ao aquecer certos alimentos e bebidas acima de 60°C por um determinado tempo (chamado de binômio tempo x temperatura), e depois baixar bruscamente a temperatura do alimento evitando a sua deterioração, reduzia de maneira significativa o número de micro-organismos presentes na sua composição.
No final do século XIX, Franz von Soxhlet propôs a aplicação do procedimento da pasteurização para o leite in natura, comprovando que o processo era eficaz para a destruição das bactérias existentes neste produto.
Deste modo, deram origem não só a um importante método de conservação, como também a uma medida higiénica fundamental para preservar a saúde dos consumidores e conservar a qualidade dos produtos alimentícios.

## Tipos de pasteurização
Existem dois tipos de pasteurização:
- Pasteurização lenta, em que se aplicam temperaturas mais baixas durante maior tempo. A temperatura utilizada é da ordem de 65°C durante trinta minutos.

- Pasteurização rápida, quando se aplicam temperaturas mais altas, da ordem dos 72 a 75˚C, durante 3 a 15 segundos.[2][3]

## Produtos que são comumente pasteurizados
- Cerveja
- Comida enlatada
- Lacticínios
- Ovos
- Leite
- Sucos
- Bebidas de baixo teor alcoólico
- Xaropes
- Vinagre
- Água
- Vinho
- Noz